# Theridion tayrona
Theridion tayrona là một loài nhện trong họ Theridiidae.
Loài này thuộc chi Theridion. Theridion tayrona được miêu tả năm 1990 bởi Müller & Heimer.